# Жадько Віктор Олексійович
Віктор Олексійович Жадько́ (нар. 16 лютого 1952, с. Іваньки, Маньківський район, Черкаська область)  — письменник, публіцист, науковець, видавець, некрополезнавець, декабристознавець, краєзнавець, енциклопедист, фотоаматор; біограф Тараса Шевченка. Доктор філософських наук (2008), професор (2011), Почесний академік Національної академії педагогічних наук України (листопад,2021); академік АН ВО України (з 2008; Відділення масової комунікації), академік-секретар Відділення; Заслужений працівник освіти України (2007); Відмінник столичної освіти (2012). Засновник кафедри журналістики Національного педагогічного університету (2005—2022); Освітянин 2007, 2008, 2010—2012, 2015, 2017—2020 років; доцент кафедри журналістської майстерності Інституту журналістики Київського національного університету імені Тараса Шевченка (1991—1999). Директор Інституту суспільно-політичних наук Національної академії керівних кадрів працівників культури і мистецтв (2011—2012);позаштатний радник Міністра культури України (2010—2012);позаштатний радник Голови Київської обласної державної адміністрації (2016—2018 роки); з 5 вересня 2021 — радник Першого віце-прем'єра — міністра України — Міністра економіки України; позаштатний радник Міністрів освіти і науки України. Член Національної Спілки журналістів України (1978), член Національної спілки письменників України (2002). Член Національної спілки краєзнавців України (2010; 2017 року добровільно залишив Спілку). Активний учасник усіх Майданів, в тому числі — Революції Гідності.

## Біографічні відомості
Народився 16 лютого 1952 року в селі Іваньки на Черкащині в родині коваля. Батько — Олексій Прокопович працював ковалем, мати, Валентина Василівна — на сільськогосподарських роботах. Навчаючись у старших класах школи, Віктор щоліта працював у місцевому колгоспі помічником тракториста, у будівельній бригаді, а також писав, як юнкор, дописи до районної газети «Промінь комунізму».
Після закінчення школи Віктор приїхав до Миколаєва: тут у морській авіації служив його старший брат, Анатолій, деякий час працював на заводі «Дормашина» токарем, пізніше — водієм у міському Будинку офіцерів.
Повернувшись до Миколаєва, після військової служби у Латвії та Литви, Віктор став студентом філологічного факультету Миколаївського державного педагогічного інституту імені В. Бєлінського (1972—1976). Вчився на відмінно, був одним з активних учасників і організаторів пошукового студентського загону «Прометей», який очолював викладач кафедри фізичного виховання А. І. Тихомиров. Подорожі Кримом, визначними місцями Миколаївщини, слідами партизанського з'єднання Сидора Ковпака від Путивля до Карпат, написав і видрукував дві повісті: «Де стежку торували партизани» та «Живуть після смерті». А ще — участь у студентських наукових конференціях, організатор та ведучий Міжнародного студентського фестивалю молодіжної пісні; знайомство та співпраця з відомим краєзнавцем Віктором Ліфановим, найстарішим у місті літератором Андріаном Топоровим, праця в архівах і Миколаївській обласній бібліотеці.
Віктор Жадько— ініціатор створення літературного об'єднання студентів філологічного факультету «Вітрила». Його статті та оповідання часто з'являлися в місцевій та республіканській періодиці. Миколаївське письменницьке «братство» того часу — Л. Куліченко, М. Божаткін, І. Григурко, В. Бойченко, В. Юр'єв, Е. Январьов, К. Курашкевич, В. Пучков, К. Голубкова, Д. Кремінь — завжди радо спілкувалися з молодим автором, цінували його натхнення й завзяття.
Після закінчення інституту Віктор обрав професію журналіста. Він — кореспондент обласної молодіжної газети, заступник редактора районної газети «Прапор Жовтня». Після закінчення Вищої партійної школи, попрацювавши деякий час на Миколаївщині— редактором та на партійній роботі; переїхав до Києва, де очолив один із відділів журналу «Україна», був головним редактором журналу Державної податкової адміністрації України «Департамент».
Місто юності Миколаїв назавжди ввійшло в душу та серце Віктора Жадька. Десять творів— роман, повісті, художньо-документальні нариси та історичні календарі пов'язані з історією міста корабелів і його сьогоденням.

### Освіта
- Миколаївський педагогічний інститут (1976) із червоним дипломом
- Вища партійна школа при ЦК КПУ (1981),
- Академія суспільних наук при ЦК КПРС (Москва,1983).

### Кар'єра
Працював:
- на партійно-державній роботі (Миколаїв, 1981—1984);
- у газеті «Прапор Жовтня» (Миколаїв, 1978—1979);
- журналі «Україна» (Київ, 1984 — 89);
- доцент Центрального інституту удосконалення вчителів (1989—1991);
- доцент Інституту журналістики та Міжнародних відносин Київського університету ім. Т.Шевченка (1991 — 1999);
- зав.кафедри масових комунікацій Міжнародного університету фінансів (1999 — 2003);
- Директор Інституту суспільно-політичних наук Національної академії керівних кадрів працівників культури і мистецтв (2011—2012);
- позаштатний радник Міністра культури України (2010—2012);
- позаштатний радник Голови Київської обласної державної адміністрації (з 2016—2018 роки);
- 2003 — 2021 — засновник та зав. кафедри журналістики Національного педагогічного університету;[2]
- Шеф-редактор журналу Державної податкової адміністрації України «Департамент» (2001—2006);
- головний редактор газети «Київський ринок» (2005—2007);
- шеф-редактор студентських газет «Памолодь» (з 2007) і «Ренесанс» (з 2007).

Член двох спеціалізованих вчених рад по захисту докторських і кандидатських дисертацій при Національному педагогічному університеті (з 2008); член редколегій наукових фахових видань — журналу «Соціальна психологія» та наукового вісника «Гілея», історичного та культурологічного журналів: «Пам'ять століть» та «Духовні студії». Під науковим керівництвом В. Жадька захищено 3 кандидатські дисертації.

## Літературна та науково-популярна діяльність
Ще в студентські роки В. Жадько зацікавився постаттю М. Аркаса. Біографічна повість про нього датована 1972—1986 роками — опублікував роман «Грек із душею українця», присвячену діяльності відомого українського просвітницького діяча початку 20 століття, історика й композитора.
Зацікавила В. Жадька й така тема, як миколаївці — декабристи, брати Йосип і Олександр Поджіо, М. Лорер, М. Чижов. Робота в архівах Москви, Іркутська, Санкт-Петербурга вилилася в роман-хроніку «Восставшие против императора» (2003).
Одним із нових творів про південноукраїнський край став виданий у 2002 році публіцистичний роман «А степ як море».
Досить часто його статті та есе почали з'являтися на шпальтах «Літературної України», в журналах «Ранок», «Дніпро». Невдовзі окремими виданнями з'явилися художньо-документальні повісті, лише про Миколаївщину: «Передай вогонь синам», «Де стежку торували партизани», краєзнавчий довідник «Вулиці Миколаєва», історичний календар Миколаївщини «Узбереги Божої ріки»; Микола Аркас -у двох томах і др.
Віктор Жадько, як науковець, письменник і журналіст, нині єдиний в Україні, який активно працює над дослідженням життя і творчості Тараса Шевченка, благословивши у світ 10 книг, 45 публікацій у газетах, наукових вісниках та журналах. Двічі номінувався на Шевченківську премію (2014, 2016).
Віктор Жадько — єдиний в Україні дослідник-некрополезнавець, який досліджує проблему поховань відомих українців як в Україні, так і за кордоном. Випустив у світ з даної проблеми, як автор, 5 книг.

## Твори

### Художньо-документальні повісті
- «Передай вогонь синам» (1984)
- «Вулиці Миколаєва» (1985), «Де стежку торували партизани» (1987)
- «Живуть після смерті» (1988)
- трилогія «Благословенне святим Миколаєм» (2000)
- «Материзна» (2002);

- роман-пошук «Грек із душею українця» (2003);
- роман-хроніка «Восставшие против императора»;
- збірник нарисів та інтерв'ю «А степ як море» (2003);
- історичний календар Миколаївщини «Узбереги Божої ріки» (2003);
- фотоілюстрований довідник «Байковий некрополь» (2004);
- повісті та оповідання «Сміливий Олексійко» (2005);
- науково-історичний довідник «Український некрополь» (переднє слово І. Дзюба; 2005);
- історичне видання у двох томах «Микола Аркас».— К., 2005. — 1460 с.
- навчальний посібник «Журналістика та редакторська майстерність» (2011).
- У пам'яті Києва: іст. наук. фотоіл. довід. / Віктор Жадько.— Київ: Жадько В. О., 2007.Переднє слово А. Погрібний— 472 с. [Архівовано 4 серпня 2020 у Wayback Machine.]
- «Маньківщина: Не забуваймо рідного порогу» (2006);
- Монографія «Історична пам'ять у системі духовного світу особистості» (2008).
- літ.публіцист. довідник «Некрополь на Байковій горі [Архівовано 11 травня 2017 у Wayback Machine.]» (2008).
- Черкащина. Універсальна енциклопедія: документально-публіцистичне наукове фотоілюстроване історичне видання. — Київ : ВПК «Експрес-Поліграф», 2010. — 1104 с.
- Микола Аркас: роман-пошук / Віктор Жадько. — Київ: Жадько В. О., 2008. — 632 с. [Архівовано 21 лютого 2019 у Wayback Machine.]
- Микола Аркас: Катерина. Опера: текст і клавір: рецензії, листування / Віктор Жадько. — Київ: Жадько В. О., 2008. — 864 с. [Архівовано 20 лютого 2019 у Wayback Machine.]
- науково-публіцистичне видання «Іду за Шевченком: від Києва до Канева» (2010. Пішки пройшов шляхом Тараса— від Києва до Канева упродовж трьох місяців 246 кілометрів);
- повість-відчай «Сповідь розп'ятої душі» (2010);
- «У Києві, мов на небі». — К., 2011. — 216 с.
- Ідемо за Шевченком (українською та литовською мовами; у співавторстві; 2012)
- роман-сповідь «Кирило Осьмак: Заповідаю Вам Україну» (2012)
- Шевченків Вільно (литовською та українською мовами; у співавторстві; 2012)
- навчальний посібник «Журналістика та основи редакторської майстерності». — К.: Знання, 2012. — 272 с.
- Книгознавство. Термінологічний словник. За загал. ред. Віктор Жадька. — К., 2012. — 304 с.
- Енциклопедія некрополезнавства. Автор-упорядник. — К., 2013. — 706 с.
- Іваньки. Моє село, моя вербова тиша. — К., 2013. — 370 с.
- Печерськ Тараса Шевченка. — К., 2014. — 128 с.
- Обрані педагогікою. — К., 2014. — 608 с.
- Історичний календар. — К., 2015. — 808 с.
- «І серце чистеє подай». — К., 2016. — 120 с.
- Київська земля-Тарасова колиска. — К., 2017. — 640 с.
- «Із козацького роду». — К., 2019. — 160 с.
- Не маємо права забути (Іван Григурко і Валерій Бойченко). — К., 2019. — 344 с.
- Болять Україні могили її поколінь. — К., 2020. — 360 с.
- «Вільно… Дороге серцю!». — К., 2020. — 248 с.
- «Вікопомний  шлях». — К., 2020. — 112 с.
- «Люблю Україну». — К., 2021. — 464 с.
- «У всякого своя доля». Автор-упорядник. — К., 2021. — 864 с.
- Із щоденника професора університету. — К., 2021. — 480 с.
- «Коли б то Бог дав мені притулитися до університету». Автор-упорядник. Художньо-наукове видання. — Житомир: ПП «Рута». — К., 2022. — 1192 с.
- Не забуті.Том 1. - Київ, 2025.-424 с.
- Не забуті.Том 2.- Київ, 2025. -408 с.

Як науковець, впорядкував і випустив у світ першу і єдину в Україні українсько-російську «Малу енциклопедію з податків», навчальний посібник «Основи журналістики та редакційно-видавнича справа» та «Журналістика і редакторська майстерність»,"Гібридна війна і журналістика", рекомендовані Міністерством освіти і науки України (2005,2012). За наукові праці з проблем духовності, занесений до Всесоюзної енциклопедії «Етика»(1987). Згідно бібліографічного покажчика за 2020 рік, працюючи в університеті завкафедри журналістики, професор Жадько В. — автор 650 наукових та публіцистично-художніх статей.Згідно офіційного повідомлення Академії «Преміум» (Каліфорнія, США), на її сайті 2025 року у «464 статтях написано про творчість Віктора Жадька, включно і публікації з некрополезнавчих досліджень. Прізвище Жадька Віктора згадується у 55 мільйонах статей, книг, чернеток, дисертацій та навчальних планів на сайті «Academia» та Інтернеті. А його публіцистично – наукові статті, зокрема, і про некрополезнавство, використовуються викладачами та студентами 15 770  університетів світу».
Номінувався на Шевченківську премію: 2014, 2016, 2023 і 2024 років.

## Черкащина. Універсальна енциклопедія
Віктор Жадько як автор-упорядник (несправедливо, непорядно та не об'єктивно критикований земляками-краєзнавцями: Вадимом Мициком, Володимиром Хоменком, Олегом Шатайлом як ніби «автор -плагіатор», хоч насправді, як свідчать вихідні данів енциклопедії, Віктор Олексійович- автор — упорядник; після кожної статті, які ним творчо опрацьовані — а їх більше 3 тисяч, є література, яку використовував та на яку посилався В.Жадько), внаслідок десятилітнього збирання матеріалів на основі та з використанням архівного, наукового, художньо-документального, історичного та публіцистичного фактажу. Необ'єктивна критика та друкування пасквілів у газетах: «Просвіта», «Літературна Україна», в обласній газеті Черкащини і районках, не дозволили упоряднику одержати Державну премію України, на яку В.Жадька висували академіки Іван Дзюба і Петро Тронько. А Віктор Жадько відвідав 800 сіл та міст області, зробив 5 тисяч фотосвітлин і аж тоді випустив у світ видання «Черкащина. Універсальна енциклопедія» (2010; 1104 с.), подібної не має жодна область. Тут, зокрема, зібрано все, чи майже все про життя і творчість Тараса Шевченка, оточення, твори, рідню з фотографіями та малюнками Кобзаря; багато кольорових історичних вкладок.

## Відзнаки
- Заслужений працівник освіти України (2007);
- Відмінник столичної освіти (2012);
- Освітянська премія «Залиш мені в спадщину думку найвищу»: 2004, 2005, 2007, 2008, 2010, 2011, 2012, 2017—2020 роки;
- Літературні премії:
  - імені Миколи Аркаса (2002);
  - Міжнародна імені Д.Нитченка (2005);
  - імені І.Огієнка (2007);
- Краєзнавча премія імені Михайла Максимовича (2008);
- Лауреат премії Спілки журналістів України «Незалежність» (2010);
- «Київ» в галузі «журналістика» (2011);
- Фонду Т. Шевченка «У своїй хаті своя правда, і сила, і воля» (2012);
- Міжнародна премія імені В. Винниченка (2013);
- пам'ятна ювілейна медаль «До 200-річчя з дня народження Т. Г. Шевченка» Черкаської обласної державної адміністрації;
- Медаль «Івана Мазепи» (2016)[4];
- Лауреат премії Академії наук Вищої освіти України (2018);
- Лауреат Міжнародної літературної премії імені Антуана де Сент-Екзюпері (Франція-Німеччина), 2021;
- медаль «20 років Академії наук вищої освіти України» (2012).
- Фіналіст Шевченківської премії у номінації «Літературознавство і мистецтвознавство» (2022).